# Psychrométrie
Cet article possède un paronyme, voir Psychométrie.

Principe de fonctionnement d'un psychromètre à circulation forcée.

La psychrométrie est le domaine scientifique concernant la détermination des caractéristiques physiques et thermodynamiques d'un mélange gaz-vapeur correspondant à deux espèces différentes. Dans ce couple gaz-vapeur, le gaz est considéré comme incondensable dans les conditions du domaine d'application.
L'hygrométrie est le cas particulier du mélange air-vapeur d'eau.

## Étymologie
« Psychro » vient du grec ψυχρός, un adjectif qui signifie « être froid », sensation liée à l'enthalpie de vaporisation : l'évaporation consomme de l'énergie de vaporisation et provoque donc une sensation de froid. Le suffixe « -métrie » (ou « -mètre » pour le psychromètre) caractérise le fait de mesurer.

## Applications usuelles
Les principes de la psychrométrie peuvent s'appliquer à n'importe quel système mettant en jeu des mélanges gaz-vapeur. Les plus courants étant la ventilation, la climatisation et la météorologie.

## Le rapport psychrométrique
Le rapport psychrométrique relie l'humidité absolue et l'humidité maximale avec la différence entre la température de bulbe humide et celle de saturation adiabatique. 
Dans le cas du mélange vapeur d'eau et air, le rapport est de l'ordre de l'unité ce qui simplifie les calculs pour les problèmes de séchage et de refroidissement.

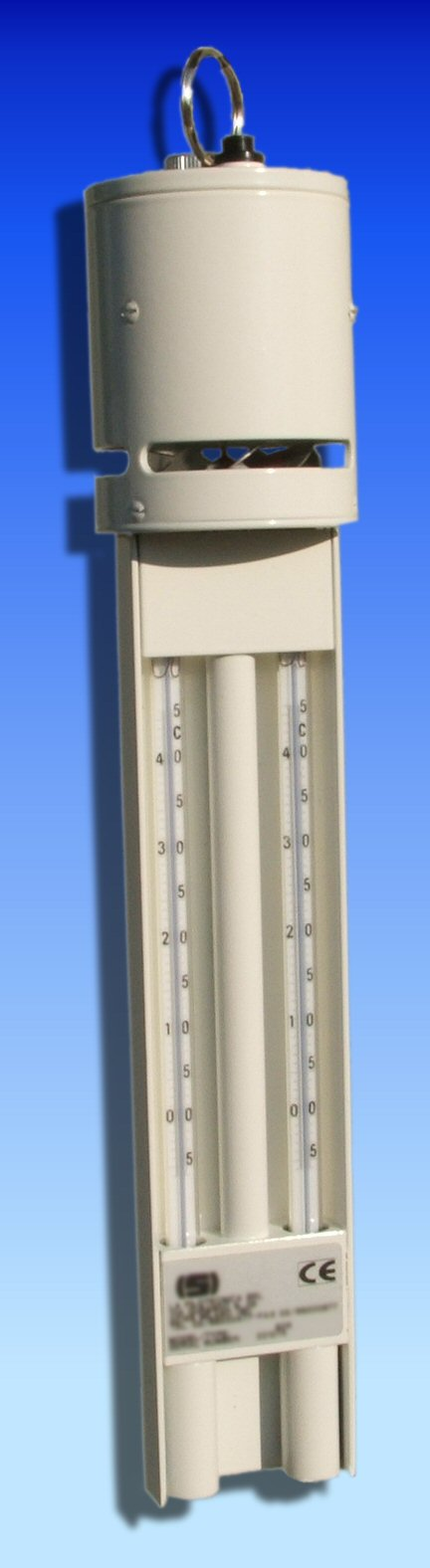
Psychromètre à circulation forcée
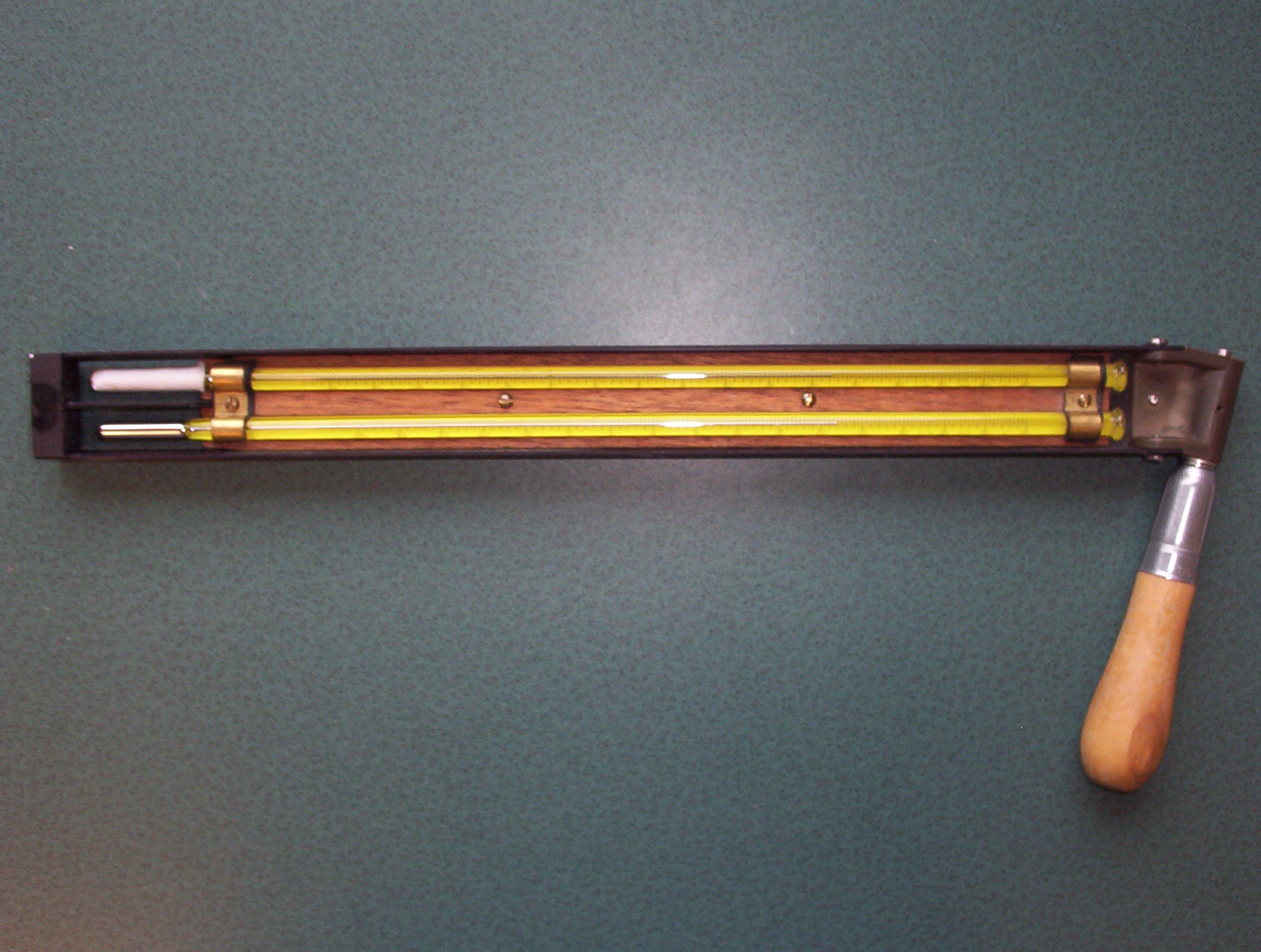
Psychromètre à fronde